# Настаев, Амуш Таукенович
Амуш Таукенович Настаев (карач.-балк. Насталаны Таукенни жашы Амуш; 1900, с. Верхняя Балкария, Терская область — 1940, СССР) — советский партийный и государственный деятель. Активный участник борьбы за Советскую власть в Кабардино-Балкарии. Депутат Верховного Совета СССР 1-го созыва. По национальности балкарец.

## Биография
- ноябрь 1918 года — 1920 — командир 4-й сотни Балкарского кавалерийского полка 11-й Красной Армии
- 1920 — 1923 — начальник районной милиции
- 1926 — ? — учеба в советско-парийной школе в г. Ростов-на-Дону.
- ? — 1933 — директор Кашхатауского клепочного завода и Балкарского племсовхоза
- 1933 — поступил в Высшую коммунистическую школу сельскохозяйственную школу (ВКСХШ)
- 1935 — председатель Эльбрусского райисполкома
- 1937 — депутат Верховного Совета СССР 1-го созыва.

## Награды
- орден Красного Знамени (1930)